# پزو السالوادور

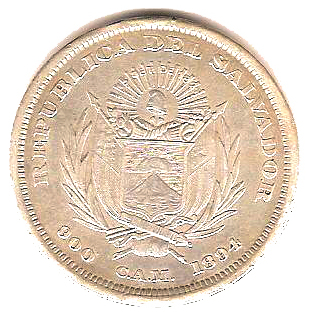
پزو السالوادور

پزو السالوادور (به انگلیسی: Salvadoran peso) (به زبان بومی: peso salvadoreño) یکای پول رایج در کشور السالوادور است. مسئولیت کنترل این واحد پولی برعهدهٔ بانک مرکزی السالوادور قرار دارد.